# Fehler-Prozess-Matrix
Die Fehler-Prozess-Matrix (FPM) ist eine Methode zur präventiven Fehlervermeidung und wurde am Fraunhofer-Institut für Produktionstechnik und Automatisierung entwickelt um bei typischen Randbedingungen von Montageprozessen, wie hoher Anteil manueller Tätigkeiten oder einfache Fügeoperationen, einen wahrnehmbaren Overhead bei der FMEA zu verringern.

## Anwendung
Beim Grundprinzip der FPM werden die Prozessschritte in einer Achse und die möglichen Fehler in der anderen Achse in der aufgespannten Matrix mit einem Wert für die Eintrittswahrscheinlichkeit des Fehlers bzw. der Entdeckungswahrscheinlichkeit eines Fehlers verknüpft.
Die Wahrscheinlichkeiten für das Eintreten bzw. die Entdeckung eines Fehlers werden wie bei der FMEA mit Zahlenwerten von 1 bis 10 gekennzeichnet, die Zuordnung der Zahlenwerte der Eintrittswahrscheinlichkeit erfolgt über zeitliche Begriffe („täglich“, „wöchentlich“ etc.). Durch die Zeitbasis von einem Jahr kann durch diese Bewertung leicht auf das Erfahrungswissen der Werker zurückgegriffen werden. Durch Verknüpfung mit den geplanten Stückzahlen lässt sich schon während der Planungsphase eine präzise Abschätzung der zu erwartenden Fehlerzahlen erstellen, durch Bewertung der Fehler nach den Fehlerkosten (Nacharbeitsaufwände, Ausschusskosten, Gewährleistungskosten, Prozessstörungen) kann auf einfache Art und Weise die Wirtschaftlichkeit von Änderungen des Prozesses oder zusätzlicher Prüfungen ermittelt werden.
Die FPM hat sich in diversen großen Planungsprojekten seit 2004 bewährt und findet in den letzten Jahren verstärkt Anwendung in den unterschiedlichsten Industriebereichen.

## Regeln für eine erfolgreiche FPM
zuerst Regeln der FMEA:
- die Teamzusammensetzung darf sich zwischen verschiedenen Sitzungen nicht ändern
- das Team muss heterogen zusammengesetzt sein (Produktion, Produktionsplanung, QM, Engineering,...)
- halte das Team bei guter Laune (Getränke, Obst, ev. Kekse)

darüber hinaus:
- Werker mit Produktionserfahrung (am besten von ähnlichen Produktionsschritten) müssen dabei sein

Die Erfahrung hat gezeigt, dass FPMs, die "nur" mit Planern und Prüfplanern erstellt wurden, wenig(er) aussagekräftig sind.